# مجلس شيوخ المكسيك
مجلس شيوخ المكسيك (بالإنجليزية: Senate of the Republic)‏ هو الهيئة التشريعية في المكسيك، ويتكون من 128 مقعداً، وتبلغ عدد دوائره الانتخابية 32 دائرة، وهو المجلس الأعلى في مجلس الاتحاد.

## معرض صور

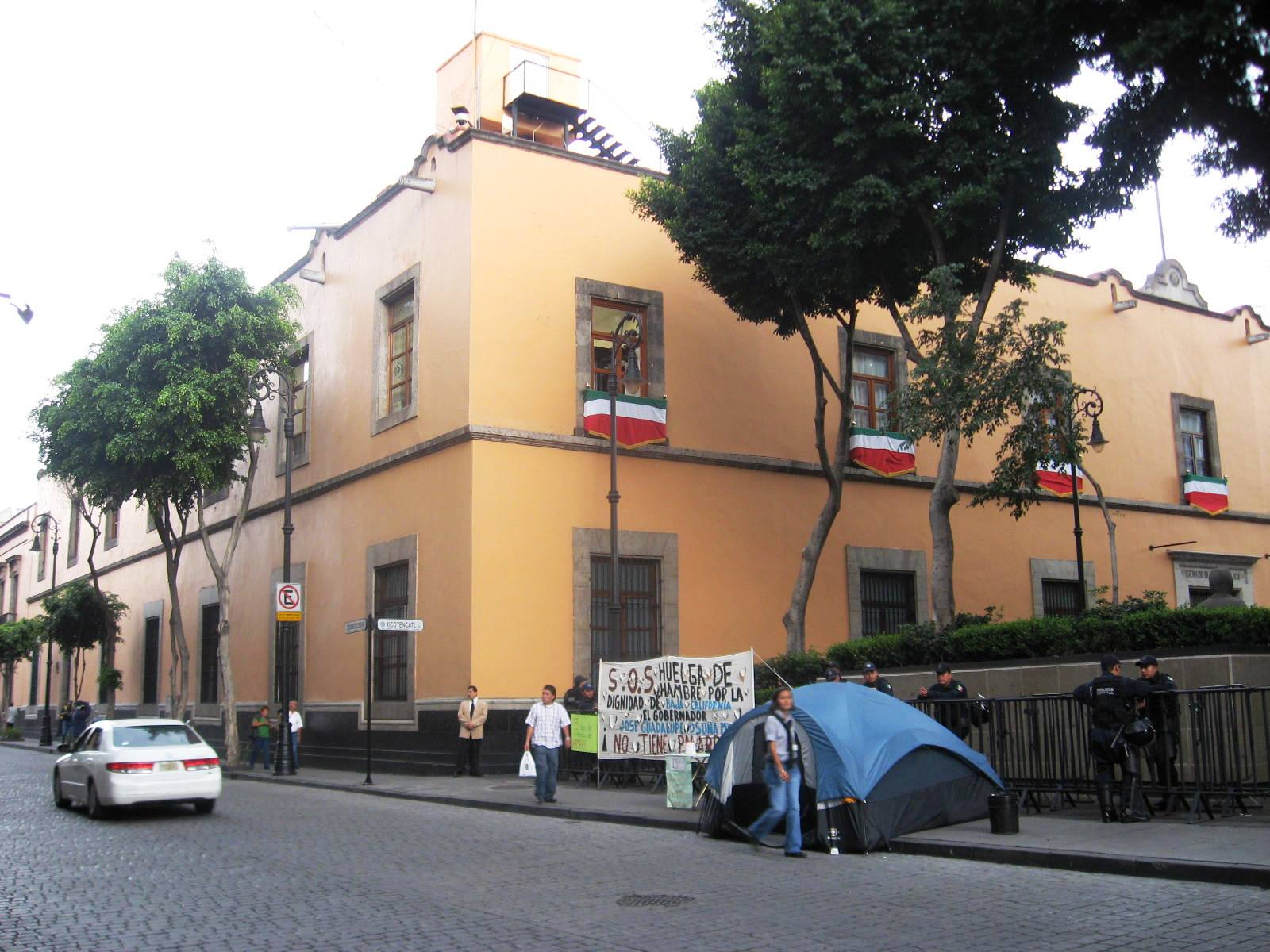
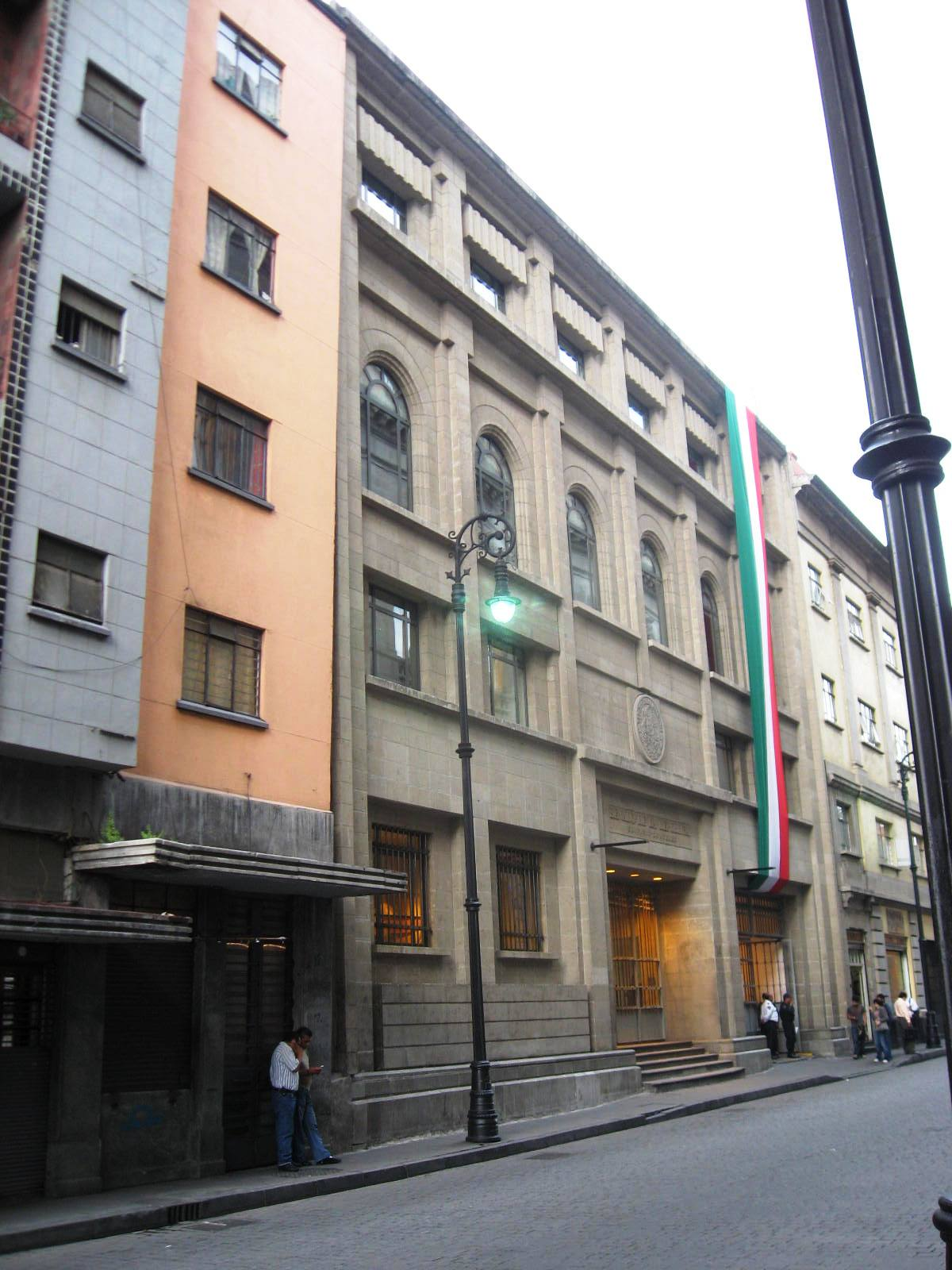
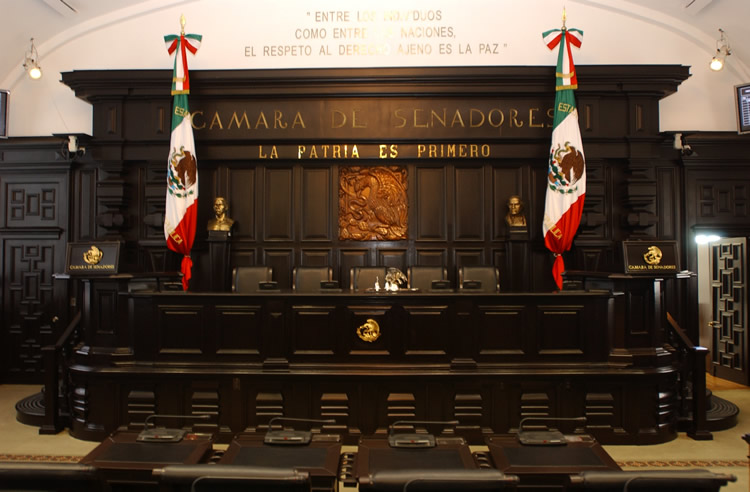

## طالع أيضًا
- مجلس الاتحاد